# Битка при Лемнос (73 пр.н.е.)
Битката при Лемнос (Lemnos) е военноморска битка, спечелена от Лукул в началото на Третата Митридатова война срещу флот на Понтийското царство, водена от римския ренегат Марк Марий (Marcus Marius). Битката се води в резултат на победата на Лукул при град Кизик (Cyzicus). Митридат VI се опитва да завземе Кизик. Въпреки тежките боеве, Лукул съумява да удържи града. С настъпването на зимата Митридат е принуден да се откаже от обсадата.
След това Митридат разделя силите си, като взима по-голямата част на изток при Никомедия, където се надява да се укрепи. Петдесет кораба и 10 хил. отбрани войника са изпратени на запад в Егейско море. Тази флота е поставена под командването на Марк Марий – римлянин, пратен да помогне на Митридат от Квинт Серторий – бунтовникът губернатор на Испания. Лукул събира флота от съюзническите на Рим градове в Азия. Това се налага, тъй като отказва предложените му от Сената допълнителни средства за военната кампания. Оставя част от флотата в Мраморно море и повежда останалата част срещу Марий.
Според Апиан, част от понтийската ескадра е разрушена от буря веднага след напускането на пристанището в Лампсак. Лукул успява да залови още тринадесет кораба в „пристанището на ахейците“ близо до Илион, оставяйки Марий с по-малко от 40 кораба. Възможно е тогава да се е състояла първа битка близо до Тенедос, въпреки че това може да е грешка за победата на Лукул на същото място през Първта Митридатова война (Битка при Тенедос), допусната от Апиан.
Последният сблъсък между Лукул и понтийската флота е при безплоден остров в близост до Лемнос. Основните понтийски сили са на брега на острова, когато пристигат римляните и въпреки че Лукул се опитва да ги предизвика да влезнат за битка в морето, те отказват да поемат този риск. След като Лукул вижда че вражеските войски не искат да влезнат в морска битка, той изпраща част от флотата си на далечния край на острова, където разтоварва част от армията си. Тези войски принуждават повечето от понтийските сили да се качат по корабите си, но все още не се осмелявали да навлязат в морето и затова за известно време се озовават под „кръстосан огън“ между римската войска на острова и римската флота в морето. След като понасят тежки загуби, оцелелите понтийци опитват бягство. Марк Марий е заловен в пещера на острова и е екзекутиран. Победата над главната флота на Митридат в Егейско море, позволява на Лукул да навлезе в Понт, където да преследва и по-късно да изгони Митридат от владенията му, преди да се отправи на кампания във Велика Армения.